# Topolc
Topolc je naselje v Občini Ilirska Bistrica.